# 巴加塔河
巴加塔河（烏克蘭語：Багата），是烏克蘭的河流，位於該國東部，屬於奧列利河的支流，發源自巴甫利夫卡，流經哈爾科夫州，河道全長67公里，流域面積563平方公里。